# 키르기스스탄 대통령
키르기즈 공화국의 대통령(키르기스어: Кыргыз Республикасынын президенти, 러시아어: Президент Кыргызской Республики)은 키르기스스탄의 국가 원수이다. 
2017년 11월부터 2021년 5월까지 대통령 임기는 6년 단임제, 대통령 권한은 외교 권한과 군통수권, 국방과 안보 담당 기관장 임명권이 있으며 실질적으로 이원집정부제로 유지해왔다. 나머지 권한은 키르기즈 공화국의 총리가 키르기즈 공화국의 대통령을 보좌하였지만 2021년 헌법 개정 국민투표에서 대통령제로 복귀를 원하는 결과가 과반이 나와 대통령제로 전환이 확정되었다. 2021년 5월 5일 대통령제 개헌을 선포하였다. 임기는 5년 중임제로 개정되었다. 또한 키르기즈 공화국의 총리직을 내각의장직으로 새로 개편하여 이어가고 있다.

## 역대 키르기스스탄의 대통령 목록
| 대 | 이름                                                | 이미지           | 취임                                             | 퇴임                      | 정당                            |
| -- | --------------------------------------------------- | ---------------- | ------------------------------------------------ | ------------------------- | ------------------------------- |
| 1  | 아스카르 아카예프 Аскар Акаев                       |                  | 1990년 10월 27일                                 | 1995년 10월 29일          | 무소속                          |
| 1  | 아스카르 아카예프 Аскар Акаев                       | 1995년 10월 29일 | 2000년 10월 29일                                 |                           | 무소속                          |
| 1  | 아스카르 아카예프 Аскар Акаев                       | 2000년 10월 29일 | 2005년 3월 24일 (축출됨)                         |                           | 무소속                          |
| —  | 이셴바이 카디르베코프 Ишенбай Кадырбеков (권한대행) |                  | 2005년 3월 24일                                  | 2005년 3월 25일           | 무소속                          |
| —  | (대행)                                              |                  | 2005년 3월 25일                                  | 2005년 8월 14일           | 키르기스스탄 인민 운동 ↓ 아크졸 |
| 2  | 쿠르만베크 바키예프 Курманбек Бакиев                | 2005년 8월 14일  | 2009년 7월 23일                                  |                           | 키르기스스탄 인민 운동 ↓ 아크졸 |
| 2  | 쿠르만베크 바키예프 Курманбек Бакиев                | 2009년 7월 23일  | 2010년 4월 7일 (축출됨) 2010년 4월 15일 (사임함) |                           | 키르기스스탄 인민 운동 ↓ 아크졸 |
| —  | (대행)                                              |                  | 2010년 4월 7일 (자칭)                            | 2010년 7월 3일            | 키르기스스탄 사회민주당         |
| 3  | 로자 오툰바예바 Роза Отунбаева                      | 2010년 7월 3일   | 2011년 12월 1일 (2011년 12월 31일 임기 만료)     |                           | 키르기스스탄 사회민주당         |
| 4  | 알마즈베크 아탐바예프 Алмазбек Атамбаев             |                  | 2011년 12월 1일                                  | 2017년 11월 24일          | 키르기스스탄 사회민주당         |
| 5  | 소론바이 젠베코프 Сооронбай Жээнбеков               |                  | 2017년 11월 24일                                 | 2020년 10월 15일 (사임함) | 키르기스스탄 사회민주당         |
| —  | 사디르 자파로프 Садыр Жапаров (권한대행)            |                  | 2020년 10월 15일                                 | 2020년 11월 14일          | 애국자당                        |
| —  | 탈란트 마미토프 Талант Мамытов (권한대행)           |                  | 2020년 11월 14일                                 | 2021년 1월 28일           | 레스푸블리카-아타 주르트        |
| 6  | 사디르 자파로프 Садыр Жапаров                       |                  | 2021년 1월 28일                                  |                           | 애국자당                        |

## 같이 보기
- 키르기스스탄의 총리
- 키르기스스탄 공산당 지도부